# Noyant-Villages
Noyant-Villages és un municipi francès al departament de Maine i Loira i a la regió de País del Loira. Aquest municipi fou creat el 15 de desembre del 2016 per l'agregació de 14 termes comunals previs:Noyant, Auverse, Broc, Breil, Chalonnes-sous-le-Lude, Chavaignes, Chigné, Dénezé-sous-le-Lude, Genneteil, Linières-Bouton, Breil, Meigné-le-Vicomte, Méon i Parçay-les-Pins.

## Noyant
L'antic municipi de Noyant tenia el 2007 una població de fet de 1.902 persones. Hi havia 808 famílies de les quals 233 eren unipersonals (92 homes vivint sols i 141 dones vivint soles), 310 parelles sense fills, 205 parelles amb fills i 60 famílies monoparentals amb fills.
La població ha evolucionat segons el següent gràfic:

### Habitatges
El 2007 hi havia 915 habitatges, 806 eren l'habitatge principal de la família, 49 eren segones residències i 60 estaven desocupats. 810 eren cases i 95 eren apartaments. Dels 806 habitatges principals, 470 estaven ocupats pels seus propietaris, 322 estaven llogats i ocupats pels llogaters i 14 estaven cedits a títol gratuït; 6 tenien una cambra, 39 en tenien dues, 187 en tenien tres, 250 en tenien quatre i 324 en tenien cinc o més. 595 habitatges disposaven pel capbaix d'una plaça de pàrquing. A 451 habitatges hi havia un automòbil i a 230 n'hi havia dos o més.

### Piràmide de població
La piràmide de població per edats i sexe el 2009 era:
| Homes | Edats   | Dones |
| ----- | ------- | ----- |
| 4     | 95 o +  | 12    |
| 4     | 90 a 94 | 8     |
| 28    | 85 a 89 | 28    |
| 24    | 80 a 84 | 24    |
| 32    | 75 a 79 | 76    |
| 44    | 70 a 74 | 24    |
| 68    | 65 a 69 | 64    |
| 52    | 60 a 64 | 88    |
| 48    | 55 a 59 | 60    |
| 48    | 50 a 54 | 36    |
| 48    | 45 a 49 | 52    |
| 36    | 40 a 44 | 56    |
| 76    | 35 a 39 | 64    |
| 48    | 30 a 34 | 60    |
| 72    | 25 a 29 | 48    |
| 56    | 20 a 24 | 36    |
| 52    | 15 a 19 | 68    |
| 44    | 10 a 14 | 56    |
| 48    | 5 a 9   | 32    |
| 56    | 0 a 4   | 44    |

## Economia
El 2007 la població en edat de treballar era de 1.018 persones, 702 eren actives i 316 eren inactives. De les 702 persones actives 636 estaven ocupades (340 homes i 296 dones) i 66 estaven aturades (28 homes i 38 dones). De les 316 persones inactives 119 estaven jubilades, 90 estaven estudiant i 107 estaven classificades com a «altres inactius».

### Ingressos
El 2009 a Noyant hi havia 806 unitats fiscals que integraven 1.833 persones, la mediana anual d'ingressos fiscals per persona era de 14.609,5 €.

### Activitats econòmiques
Dels 117  establiments que hi havia el 2007, 2 eren d'empreses extractives, 2 d'empreses alimentàries, 2 d'empreses de fabricació de material elèctric, 1 d'una empresa de fabricació d'elements pel transport, 11 d'empreses de fabricació d'altres productes industrials, 20 d'empreses de construcció, 23 d'empreses de comerç i reparació d'automòbils, 3 d'empreses de transport, 7 d'empreses d'hostatgeria i restauració, 1 d'una empresa d'informació i comunicació, 6 d'empreses financeres, 5 d'empreses immobiliàries, 14 d'empreses de serveis, 16 d'entitats de l'administració pública i 4 d'empreses classificades com a «altres activitats de serveis».
Dels 39 establiments de servei als particulars que hi havia el 2009, 1 era una gendarmeria, 1 oficina de correu, 6 oficines bancàries, 1 funerària, 4 tallers de reparació d'automòbils i de material agrícola, 1 taller d'inspecció tècnica de vehicles, 1 autoescola, 1 paleta, 5 guixaires pintors, 3 fusteries, 2 lampisteries, 1 electricista, 1 empresa de construcció, 3 perruqueries, 1 veterinari, 4 restaurants, 2 agències immobiliàries i 1 saló de bellesa.
Dels 7 establiments comercials que hi havia el 2009, 1 era un supermercat, 1 una botiga de menys de 120 m², 2 fleques, 1 una carnisseria, 1 una llibreria i 1 una botiga de roba.
L'any 2000 a Noyant hi havia 32 explotacions agrícoles que ocupaven un total de 1.825 hectàrees.

## Equipaments sanitaris i escolars
El 2009 hi havia 2 farmàcies i 1 ambulància.
El 2009 hi havia 1 escola maternal i 2 escoles elementals. Noyant disposava d'un col·legi d'educació secundària amb 212 alumnes.

## Poblacions properes
El següent diagrama mostra les poblacions més properes.